# Port lotniczy Rafaï
Port lotniczy Rafaï – krajowy port lotniczy zlokalizowany w Rafaï, w Republice Środkowoafrykańskiej.